# Maria Schneider (skådespelare)
Maria Schneider, född 27 mars 1952 i Paris, död 3 februari 2011 i Paris, var en fransk skådespelare.

## Biografi
Maria Schneider gjorde sin debut som tonåring i filmen Madly (1970) och medverkade i några mindre filmer innan hon gjorde sitt internationella genombrott i Sista tangon i Paris (1972) med Marlon Brando som sin motspelare. Efter Sista tangon i Paris spelade hon endast i ytterligare en berömd film, Yrke: Reporter (1975) med Jack Nicholson. Därefter medverkade hon emellertid då och då i vissa europeiska filmer.
Media skrev ofta om henne under 1970-talet, delvis på grund av att hennes särpräglade personlighet gick över styr; hon missbrukade alkohol under flera år. Hon avled i cancer.

## Filmografi (urval)
- 1972 – Sista tangon i Paris
- 1972 – Ungmö på semester
- 1975 – Yrke: Reporter
- 1979 – Utbrytningen
- 1989 – Bunker Palace Hotel
- 1992 – Våldsamma nätter
- 1996 – Jane Eyre